# Ostrownoje (Tschuktschen)
Ostrownoje (russisch Островно́е) ist ein Dorf (selo) im Autonomen Kreis der Tschuktschen (Russland) mit 384 Einwohnern (Stand 14. Oktober 2010). Der Ort liegt am Ufer des Kleinen Anjui und ist etwa 690 Kilometer von der Hauptstadt der Region, Anadyr, entfernt.

## Geschichte
Als die Russen begannen, Kolyma und Tschukotka zu erforschen, wurde in der Nähe des heutigen Ortes ein Ostrog errichtet. Die Ruinen des Ostrogs sind noch heute unweit des Ortes zu sehen. Ursprünglich lag das Ostrog auf einer Insel, wurde aber aufgrund von häufigen Überschwemmungen ans Ufer des Flusses verlegt. Davon leitet sich der Ortsname Ostrownoje ab (Остров/Ostrow ist das russische Wort für Insel).
Im Dezember 1930 wurde der Nationalkreis der Tschuktschen gegründet, Ostrownoje wurde dabei zum Sitz des Rajon Wostotschnoi Tundry („Rajon der Östlichen Tundra“). Später wurde der Sitz nach Anjuisk verlegt, heute befindet sich der Sitz des Rajons im 1955 gegründeten Bilibino, der Rajon heißt heute nach der Stadt Bilibinski rajon.
In Ostrownoje wurde die erste Kolchose bei den Tschuktschen gegründet, sie trug den Namen Turvaurgyn („Neues Leben“ auf tschuktschisch), die auch einen Funksender besaß. Die Kolchose wurde später in einen normalen Bauernhof umgewandelt.

## Bevölkerung
In Ostrownoje lebten laut einer Schätzung im Jahr 2006 420 Menschen. Damit verzeichnete der Ort einen bedeutenden Bevölkerungszuwachs im Vergleich zum Vorjahr, als man von 355 Einwohnern ausging. Ein Grund dafür ist die Kupol-Mine der Firma Kinross Gold, die in der Nähe des Ortes nach Gold und Silber gräbt.
Beim Zensus 2010 zählte Ostrownoje 384 Einwohner, im Januar 2012 379 Einwohner. Den Großteil der Bevölkerung machen indigene Völker wie Tschuktschen, Ewenen und Nenzen aus, 2006 waren es etwa 80 %, die größte andere Bevölkerungsgruppe stellen Russen.

### Bevölkerungsentwicklung
| Jahr | Einwohner |
| ---- | --------- |
| 1939 | 115       |
| 2002 | 360       |
| 2010 | 384       |

Anmerkung: Volkszählungsdaten

## Klima
Ostrownoje befindet sich in der (sub)polaren Klimazone.
|                       | Jan   | Feb   | Mär   | Apr   | Mai  | Jun  | Jul  | Aug  | Sep  | Okt   | Nov   | Dez   |   |       |
| Mittl. Tagesmax. (°C) | −29,3 | −28,8 | −19,1 | −6,9  | 6,6  | 17,7 | 19,5 | 15,1 | 6,8  | −8,4  | −22,7 | −29,1 | ⌀ | −6,4  |
| Mittl. Tagesmin. (°C) | −38,0 | −38,2 | −33,5 | −22,1 | −4,5 | 5,1  | 6,6  | 2,9  | −3,0 | −17,2 | −31,1 | −37,0 | ⌀ | −17,4 |
|                       |       |       |       |       |      |      |      |      |      |       |       |       |   |       |
| Niederschlag (mm)     | 37    | 10    | 14    | 28    | 34   | 59   | 69   | 65   | 77   | 63    | 27    | 17    | Σ | 500   |
|                       |       |       |       |       |      |      |      |      |      |       |       |       |   |       |
| Regentage (d)         | 16    | 14    | 19    | 12    | 13   | 10   | 10   | 14   | 12   | 18    | 19    | 18    | Σ | 175   |

| −38,0 |

| −38,2 |

| −33,5 |

| −22,1 |

| −4,5 |

| 5,1 |

| 6,6 |

| 2,9 |

| −3,0 |

| −17,2 |

| −31,1 |

| −37,0 |

| −38,0 |

| −38,2 |

| −33,5 |

| −22,1 |

| −4,5 |

| 5,1 |

| 6,6 |

| 2,9 |

| −3,0 |

| −17,2 |

| −31,1 |

| −37,0 |